# Philereme bipunctularia
Philereme bipunctularia är en fjärilsart som beskrevs av John Henry Leech 1897. Philereme bipunctularia ingår i släktet Philereme och familjen mätare. Inga underarter finns listade i Catalogue of Life.